# Porsche 930

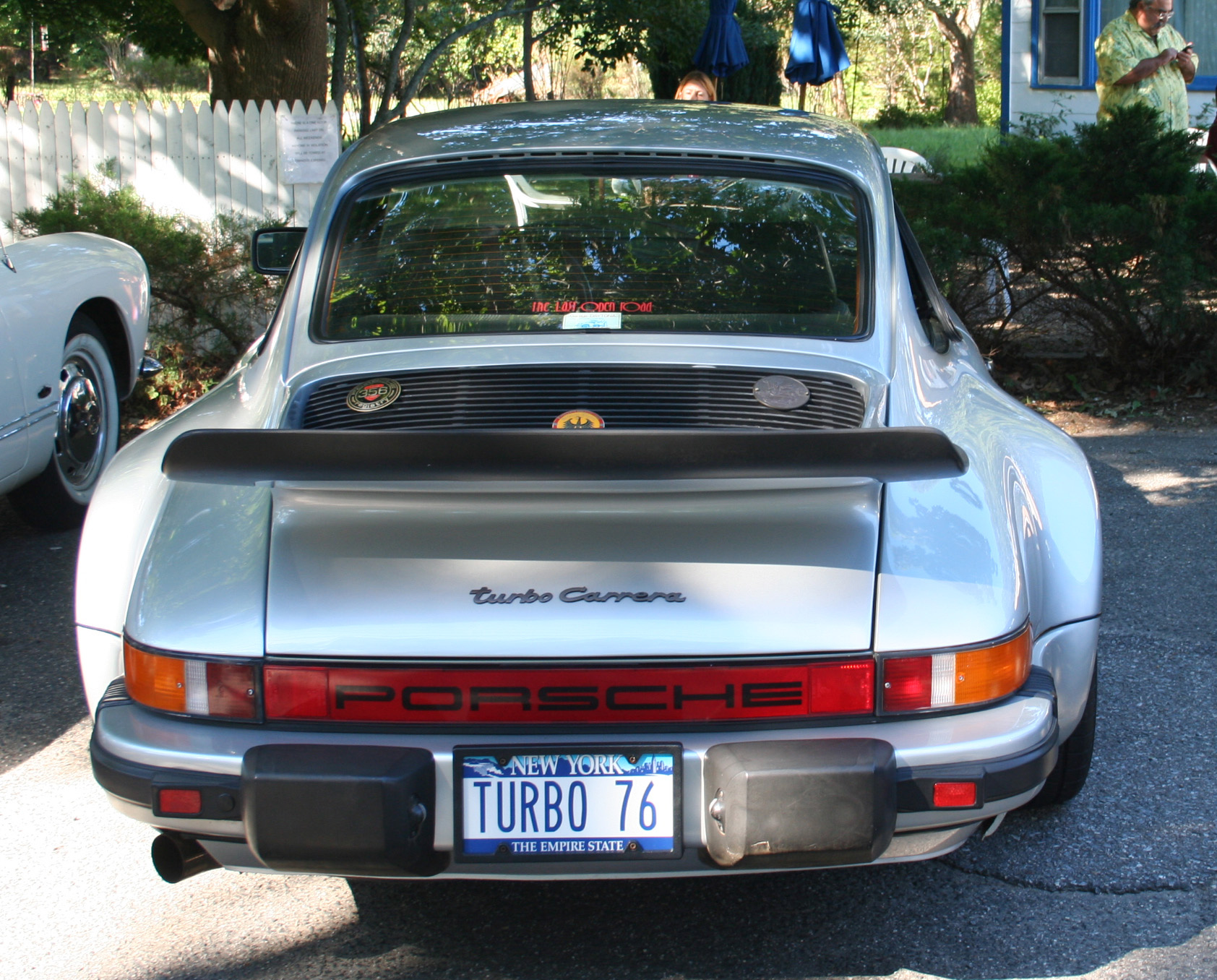
1976, USA-såld 930 Turbo. På den amerikanska marknaden hette 3-litersturbon "Turbo Carrera" och erbjöd bara 234 avgasrenade hk (SAE)

Porsche 930 är en sportbil, tillverkad av den tyska biltillverkaren Porsche mellan 1975 och 1989.

## Porsche 930
Porsche hade lång erfarenhet av överladdade motorer i sina tävlingsbilar, när man presenterade sin första landsvägsvagn med turbo på Bilsalongen i Paris 1974. Förändringarna var så omfattande att bilen fick ett eget modellnummer: 930. För att tygla kraften från turbon, höll man laddtrycket på en ganska låg nivå: 0,8 bar. Men trots breddad spårvidd och breda bakdäck var bilen svårbemästrad. Porsche Turbo var märkets flaggskepp och såldes i det närmaste fullutrustad.
Hösten 1977 ökades motorvolymen till 3,3 liter. Den försågs samtidigt med en intercooler. Därefter tillverkades bilen i stort sett oförändrad fram till 1989.
Bilen såldes under lång tid bara som Coupé, men från 1986 tillkom även Cabriolet och Targa.

### Tekniska data
| Motor:                         | 6-cyl boxermotor med turbo                                                      | 6-cyl boxermotor med turbo                                                      |                                                                                 |                                                                                 |                                                                                 |                                                                                 |                                                                                 |                                                                                 |                                                                                 |                                                                                 |
| Cylindervolym:                 | 2993 cm³                                                                        | 3299 cm³                                                                        |                                                                                 |                                                                                 |                                                                                 |                                                                                 |                                                                                 |                                                                                 |                                                                                 |                                                                                 |
| Borrning x slaglängd:          | 95,0 x 70,4 mm                                                                  | 97,0 x 74,4 mm                                                                  |                                                                                 |                                                                                 |                                                                                 |                                                                                 |                                                                                 |                                                                                 |                                                                                 |                                                                                 |
| Max effekt vid varvtal:        | 260 hk vid 5 500 v/min                                                          | 300 hk vid 5 500 v/min                                                          |                                                                                 |                                                                                 |                                                                                 |                                                                                 |                                                                                 |                                                                                 |                                                                                 |                                                                                 |
| Max vridmoment vid varvtal:    | 343 Nm vid 4 000 v/min                                                          | 430 Nm vid 4 000 v/min                                                          |                                                                                 |                                                                                 |                                                                                 |                                                                                 |                                                                                 |                                                                                 |                                                                                 |                                                                                 |
| Kompression:                   | 6,5 : 1                                                                         | 7,0 : 1                                                                         |                                                                                 |                                                                                 |                                                                                 |                                                                                 |                                                                                 |                                                                                 |                                                                                 |                                                                                 |
| Ventilstyrning:                | En överliggande kamaxel per cylinderrad                                         | En överliggande kamaxel per cylinderrad                                         |                                                                                 |                                                                                 |                                                                                 |                                                                                 |                                                                                 |                                                                                 |                                                                                 |                                                                                 |
| Kylning:                       | Luftkylning                                                                     | Luftkylning                                                                     |                                                                                 |                                                                                 |                                                                                 |                                                                                 |                                                                                 |                                                                                 |                                                                                 |                                                                                 |
| Kraftöverföring:               | 4-växlad växellåda, bakhjulsdrift                                               | 4-växlad växellåda, från 1988 5-växlad, bakhjulsdrift                           |                                                                                 |                                                                                 |                                                                                 |                                                                                 |                                                                                 |                                                                                 |                                                                                 |                                                                                 |
| Bromsar:                       | Ventilerade skivbromsar                                                         | Ventilerade skivbromsar                                                         |                                                                                 |                                                                                 |                                                                                 |                                                                                 |                                                                                 |                                                                                 |                                                                                 |                                                                                 |
| Hjulupphängning fram:          | Undre tvärlänkar, stötdämparben, längsgående torsionsstavar                     | Undre tvärlänkar, stötdämparben, längsgående torsionsstavar                     | Undre tvärlänkar, stötdämparben, längsgående torsionsstavar                     | Undre tvärlänkar, stötdämparben, längsgående torsionsstavar                     | Undre tvärlänkar, stötdämparben, längsgående torsionsstavar                     | Undre tvärlänkar, stötdämparben, längsgående torsionsstavar                     | Undre tvärlänkar, stötdämparben, längsgående torsionsstavar                     | Undre tvärlänkar, stötdämparben, längsgående torsionsstavar                     | Undre tvärlänkar, stötdämparben, längsgående torsionsstavar                     | Undre tvärlänkar, stötdämparben, längsgående torsionsstavar                     |
| Hjulupphängning bak:           | Fyrledad drivaxel, snett bakåtriktade triangellänkar, tvärgående torsionsstavar | Fyrledad drivaxel, snett bakåtriktade triangellänkar, tvärgående torsionsstavar | Fyrledad drivaxel, snett bakåtriktade triangellänkar, tvärgående torsionsstavar | Fyrledad drivaxel, snett bakåtriktade triangellänkar, tvärgående torsionsstavar | Fyrledad drivaxel, snett bakåtriktade triangellänkar, tvärgående torsionsstavar | Fyrledad drivaxel, snett bakåtriktade triangellänkar, tvärgående torsionsstavar | Fyrledad drivaxel, snett bakåtriktade triangellänkar, tvärgående torsionsstavar | Fyrledad drivaxel, snett bakåtriktade triangellänkar, tvärgående torsionsstavar | Fyrledad drivaxel, snett bakåtriktade triangellänkar, tvärgående torsionsstavar | Fyrledad drivaxel, snett bakåtriktade triangellänkar, tvärgående torsionsstavar |
| Kaross:                        | Självbärande stålkaross med fast bakspoiler                                     | Självbärande stålkaross med fast bakspoiler                                     |                                                                                 |                                                                                 |                                                                                 |                                                                                 |                                                                                 |                                                                                 |                                                                                 |                                                                                 |
| Spårvidd fram/bak:             | 1432/1501 mm                                                                    | 1432/1501 mm                                                                    |                                                                                 |                                                                                 |                                                                                 |                                                                                 |                                                                                 |                                                                                 |                                                                                 |                                                                                 |
| Hjulbas:                       | 2272 mm                                                                         | 2272 mm                                                                         |                                                                                 |                                                                                 |                                                                                 |                                                                                 |                                                                                 |                                                                                 |                                                                                 |                                                                                 |
| Fälgar, däck:                  | Fram: 7J x 15 med 205/50 VR15 Bak: 8J x 15 med 225/50 VR15                      | Fram: 7J x 16 med 205/55 VR16 Bak: 9J x 16 med 245/45 VR16                      |                                                                                 |                                                                                 |                                                                                 |                                                                                 |                                                                                 |                                                                                 |                                                                                 |                                                                                 |
| Längd x bredd x höjd:          | 4291 x 1775 x 1320 mm                                                           | 4291 x 1775 x 1320 mm                                                           |                                                                                 |                                                                                 |                                                                                 |                                                                                 |                                                                                 |                                                                                 |                                                                                 |                                                                                 |
| Tomvikt:                       | 1195 kg                                                                         | 1335 kg                                                                         |                                                                                 |                                                                                 |                                                                                 |                                                                                 |                                                                                 |                                                                                 |                                                                                 |                                                                                 |
| Topphastighet:                 | 250 km/h                                                                        | 260 km/h                                                                        |                                                                                 |                                                                                 |                                                                                 |                                                                                 |                                                                                 |                                                                                 |                                                                                 |                                                                                 |
| Acceleration 0 – 100 km/h:     | 5,5 s                                                                           | 5,2 s                                                                           |                                                                                 |                                                                                 |                                                                                 |                                                                                 |                                                                                 |                                                                                 |                                                                                 |                                                                                 |
| Bränsleförbrukning per 100 km: | 20,0 l                                                                          | 20,0 l                                                                          |                                                                                 |                                                                                 |                                                                                 |                                                                                 |                                                                                 |                                                                                 |                                                                                 |                                                                                 |